# マイホームヒーロー
『マイホームヒーロー』は、山川直輝（原作）、朝基まさし（作画）による日本の漫画。『週刊ヤングマガジン』（講談社）にて、2017年26号から2024年35号まで連載された。2024年10月時点での単行本累計発行部数は440万部を突破している。
ごく平凡な中年サラリーマン鳥栖哲雄の一家が、莫大な遺産を相続する予定であることを聞きつけた半グレ組織に目を付けられ、犯罪に巻き込まれていくクライム・サスペンス。主人公の哲雄は、趣味の推理小説執筆で培った知識をフルに活かして半グレたちを撃退するストーリーを組み立てていく。
メディアミックス展開として2022年6月にテレビアニメ化が発表され、2023年4月から同年6月まで放送された（#テレビアニメ）。また、2023年10月から同年12月まではテレビドラマ版が放送され（#テレビドラマ）、2024年3月にはドラマ版完結編として映画版が公開された（#映画）。

## あらすじ

### 第一部（第1巻1話 - 第6巻48話）
主人公 鳥栖哲雄は平凡なサラリーマン。推理小説オタクであり、趣味で推理小説を50本も書いてネットで公開しているほど、ミステリの殺人トリックや殺害方法を知り尽くしている。これまで妻と娘の3人で幸せな家庭を築いてきた。
ある日、一人暮らし中の大学生の娘 零花に会った際、顔に暴力の痕跡を見つけた哲雄は、翌日に会社を休んで娘のマンションで手がかりを探っていたところ、娘の彼氏・麻取延人が突然訪ねてくる。とっさにクローゼットに隠れて電話を盗み聞きしているうちに、妻の実家の財産を奪い取るために零花に近づいたこと、過去に二人の女性を殺害していることを知る。
哲雄に尾行されていたことを知らされ「零花も殺す」と電話相手に喚きだしたことから、娘を守るため、哲雄はこの男を殺すことを衝動的に決意、不意を突いて急襲し撲殺した。哲雄は、偶然部屋を訪ねてきた妻 歌仙と共に、推理小説で培った持ち前の知識で死体をバスルームで処理して証拠隠滅を図る。
しかし、撲殺した麻取延人は犯罪組織（半グレ）のメンバーで、かつ、組織上層部の凄腕の詐欺師 麻取義辰の息子であったことから、徹底した行方探しが始まる。半グレたちは哲雄を疑い、自宅を徹底マークするだけでなく盗聴器を仕掛け、さらには拉致して尋問を交えながら追い詰めていく。
歌仙と零花を守るため偽証を続ける哲雄に、半グレ実行部隊のリーダー格の青年 間島恭一は、「一週間以内に延人を発見できなければ殺す」と脅迫。哲雄を連れ回すようになり、哲雄は闇社会の深みにはまっていく。
哲雄は家族を守るため、恭一を犯人に仕立てることを決意。歌仙の協力で、延人の遺骨と証拠品を恭一の部屋に仕掛ける。恭一は組織に犯人として拘束され、哲雄は解放される。しかし、拘束から逃げ出した恭一は麻取義辰に真相を暴露し、その後、かつての親友だった金井の実家に身を寄せる。
義辰は、零花のマンションに赴き、息子が殺されたと確信して嗚咽する。部屋で鉢合わせした哲雄は自首すると申し出るが、義辰は哲雄と揉み合いになったあげく、自ら命を絶つ。哲雄は家族を守るため、一人で義辰の遺体を山中に埋めて事件を隠蔽するが、罪を重ねたことに苦しみ、夜空に咆哮する。

### 第二部（第6巻49話 - 第17巻150話）
事件から1か月後。義辰を埋めた山が台風により土砂崩れを起こし、遺体が発見されたことで再び哲雄の苦悩が始まる。それと並行し、哲雄の知らぬ間に鳥栖家は遺産受取人として零花を指名しており、半グレたちは零花をターゲットとして狙っていた。
そんな中、恭一の友人で零花を守るために上京した 金井憲広、自称大学生の 石井信、コンビニバイトの高校生 小沢謙信、自称占い師の 紫楽来杉山の若い4人の男たちが零花に近づく。金井は恭一を通じて哲雄が延人を殺害したことを知っており、零花を守るため哲雄を呼び出す。
だが、金井は半グレに拉致され、恭一の仲間であることが判明したため殺害される。石井信は半グレの一員だった。これを知った恭一は哲雄に「信を殺せ」と指示して警察に自首し、窪の組織は一時解散する。紫楽来は零花と顔を合わせるたび、予知めいたアドバイスをする。
小沢は哲雄がネットに投稿した小説の読者で、哲雄の協力者となる。石井信は金井の実家がある新潟での通夜に零花を誘う。小沢と哲雄は信が偽名であると突き止め零花に知らせるが、零花は金井の仇を取ろうと信に同行。哲雄は小沢と共に信と零花を追跡。零花を拘束していたと思われる場所で、信に重傷を負わせて連れ去ったのは、歌仙の従兄弟の 鳥栖洋二であった。その背後では零花を「オガミメ」の後継者としたい 鳥栖胡蝶たちが動いていた。
信のスマホを奪った零花は哲雄と警察に届け出るが、刑事の 安元浩司は麻取父子殺害犯は哲雄と断定。安元から電話で自首を勧められた哲雄は離婚届の準備のため、逮捕を翌日夕方に延ばしてもらう。歌仙は置手紙を残して実家の村に帰っていた。哲雄は歌仙の実家がある群馬県に車を走らせながら、零花に歌仙との出会いや結婚の経緯、歌仙の実家がカルト教団であることを語る。
村に到着した哲雄は零花と引き離され鳥栖洋二に軟禁される。脱走した哲雄は歌仙を探し当てるが、薬物で朦朧とした歌仙から、教祖の 鳥栖郷一郎が歌仙と零花を「オガミメ」にして子を産ませようとしていると聞き愕然とする。村に潜入した小沢謙信から、窪率いる半グレたちが村を襲うと聞いた哲雄は「郷一郎を殺害し、村と半グレに潰し合いさせる」という考えが浮かぶ。
窪たちは郷一郎を誘拐し金を脅し取ろうと村へ侵入。歌仙の「オガミメ」就任祭の夜、哲雄は郷一郎の屋敷に侵入し郷一郎をスリングショットで殺害して歌仙を奪還。さらに郷一郎殺害を屋敷を襲った半グレの仕業に見せかける。半グレたちは洋二たち村人に討ち取られるが、一人生き残った窪は、高い戦闘力で村人を次々に殺害。村は壊滅状態となる。
満身創痍の哲雄はこれを見て村に戻り、窪と直接対決する。哲雄はトラップを仕掛け、殺害寸前まで窪を追い込むが、窪が投げた日本刀が哲雄の胸に突き刺さる。村から徒歩で脱走していた零花は警察に通報。村にパトカーが到着するが、窪は「またな」とつぶやいて姿を消す。
3週間後、哲雄は病院で目を覚ます。歌仙と胡蝶の夫である 与丞（よすけ）の証言で全ては窪と半グレの仕業によるものとなり、哲雄は大量殺人鬼に立ち向かった英雄となっていた。哲雄は再び自首を考えるが、歌仙の家族を思う気持ちに心うたれ、いつか全てが明らかになるまで罪を隠し家族と暮らすと決める。零花は警察官になると哲雄に打ち明ける。

### 第三部（第18巻151話 - 第26巻最終話）
カルト教団が壊滅した大量殺戮事件から7年後。海外逃亡したと思われる窪の陰に怯えながらも、哲雄はおもちゃメーカーの課長に昇進。哲雄と歌仙の間には新たに男児 明が誕生し、歌仙は資格を取って明の通っている保育園にパート勤務していた。零花は大学卒業後、警察学校、交番勤務を経て警視庁刑事となっていた。
そんな中、哲雄は顧客に成り済ました若い男女に騙され、暴力団「間野会」の元メンバー殺害の疑いをかけられる。以前から元間野会のメンバーが立て続けに殺害されており、零花は担当刑事から逃亡中の 窪と 志野が疑われていると聞き出す。
志野を名乗る人物によって自宅を放火された哲雄は、刑事の 戸島に囮になると持ち掛け犯人捜しを始める。零花は、恭一から「延人殺害の真相」を聞き出しショックを受けるが、窪と志野を逮捕し、真犯人に引導を渡すと決意する。哲雄と密かに連絡を取り合っていた小沢謙信は、哲雄を騙した男女がカルト村出身の 皆川ヲハと 東明砂だと突き止める。
哲雄が姿を消し、2日後海岸で発見される。哲雄は窪に呼び出され「テロを防げば現在地のヒントを与える」と言われたと証言。警察と哲雄たちは、テロを防ぐべく「窪の残した暗号」に翻弄されるが、零花は一連の事件が「哲雄の自作自演ではないか」と疑い始める。
突然、哲雄と戸島が失踪。零花は恭一と共に二人の足取りを追う。零花のスマホに哲雄が連絡してくる。哲雄は指示に従わなければ戸島の身柄は保証しないと脅し、警察に通報せず指定した場所への移動を指示。零花と恭一はあきる野市のアパートの一室に侵入し、大型冷凍庫を発見。その中身に二人は驚愕する。
大量殺戮事件後、哲雄はトラウマに苛まれていたが、小沢に窪への復讐を遂げることを励まされ、さらに長男の明が生まれたことで奮起。麻取が残した資金でアパートやパソコンを用意し、小沢にインターネット監視させて窪の行方を追う。ついに二人は窪がイラクに潜伏していることを突き止め、タンカーで秘密裏に帰国した窪を改造エアガンで襲う。窪の戦闘力に圧倒された二人だが、フグ毒を仕込んだBB弾とチェンソーで窪殺害に成功する。
アパートの大型冷凍庫の中身は窪の死体だった。窪は4か月も前に哲雄と小沢によって殺されていた。再び零花に電話してきた哲雄は、窪を殺したいきさつを説明。零花は哲雄に、志野を誘き寄せて殺すため窪が存命であると見せかけたのか、と問う。
志野は帰国直後消息不明になった窪を探すため、鳥栖家を放火して窪にアピール。さらに警察の内通者から窪の暗号を知らされた志野は窪が生きていると確信、暗号を解いてある山中に向かうが、車両爆弾にかかる。山中に転落したものの命を取り留めた志野の前に鉈をもったヲハと明砂が現れる。危険を感じた志野は二人と手を組もうと必死で口説くが、ヲハは志野の指を切断し、逆に脅しつける。
ヲハと明砂はカルト村を襲った窪に復讐するため、二人で村を出て間野会メンバーを殺害し哲雄も巻き込んで窪をおびきよせようとしていたが、小沢と哲雄に誘われて仲間になり、テロの仕掛け作りを手伝っていた。志野の言葉で哲雄たちを疑ったヲハは、アジトになっているキャンプ場管理棟に戻り哲雄と小沢に問いただすが、窪は既に殺害されていると知らされ、拘束される。
哲雄たちは、明砂に志野とヲハの人質交換を持ち掛けるが、既に明砂は志野に洗脳されていた。結果的に小沢は明砂に、ヲハは志野に銃撃され倒れる。明砂は森の中に逃走。哲雄は一人で志野に立ち向かう。実銃を持つ志野に哲雄は追いつめられるが、そこへ鉈を持った明砂が飛び出す。哲雄が鉈で志野にとどめをさそうとした時、零花と恭一が駆け付ける。零花は哲雄にいつも守られていたことに気づかなかったことを謝り、哲雄は安堵した様子で手錠をかけられる。
哲雄逮捕から3年後、哲雄の裁判が始まる。小沢は有罪となり既に収監されており、歌仙は証拠不十分で不起訴となっていた。零花は事件後退職し、司法試験の勉強をしていた。公判で哲雄は起訴事実を全て認める。
16年後、哲雄の長男・明は「苗場明」の名で平凡なサラリーマンになり、目立たず生きていた。ある日、事件を知らないという後輩の女性社員から父親への本当の気持ちを聞かれた明は、「お父さんのこと好きなんだ、誰が敵になろうとも」と、告白し涙を流す。

## 登場人物

### 主人公と家族
鳥栖 哲雄（とす てつお)
本作の主人公。おもちゃメーカーの営業職を務めるサラリーマン。47歳（第三部→54歳）。趣味は推理小説の執筆で、ネット上投稿して、同好の士たちと交流するのを楽しみにしている。家族との会話で「うん」と答えるところを「おん」と答える口癖がある。
温厚な性格だが、娘の零花に暴力をふるった半グレ組織の麻取延人のさらなる暴力を恐れ撲殺してしまう。半グレ組織の報復を恐れ、推理小説執筆で得た知識を活用し、妻の歌仙と協力して延人の遺体を処分する。さらに半グレ組織の一員の間島恭一を延人殺しの犯人に仕立て上げ、父親の麻取義辰の遺体を山中に埋めるなど罪を重ねていく。
旧姓は苗場。両親を高校時代に交通事故で亡くしている。大学時代はのちに結婚する歌仙と同じ演劇サークルに所属し脚本を書いていた。カルト村から歌仙を守るため、歌仙に自由を教えるため、鳥栖洋二が出してきた血判状にサインし結婚をしている。早くして孤独の身になった影響から家族への愛情は人一倍強く、特に娘を溺愛し、毎年誕生日に娘からもらうプレゼントを大切にコレクションしている。
後々の逮捕を予見しており、妻・歌仙、娘・零花に影響が及ばぬよう「離婚」を決意する。電話で安元から物的証拠のないフェイクを含んだ「自首を促す言葉と諭し」を真に受け、警察に「自首」を決意する。自首前に離婚のサインをもらうため、零花と共に家族最後の旅として、歌仙の実家のある群馬県に車で向かう。
その車中で、自らの生い立ち、小説家志望だったこと、歌仙の実家がカルト教団であること、結婚することができた経緯を語る。「彼氏を殺害したこと」の告白を始めようとするが、直前にラジオニュースで安元が殺害されたことを知り、いまだ危険は取り除かれていないと告白・自首を思いとどまる。
実家のある村に到着早々、鳥栖洋二によって離婚届を暴かれたり、歌仙や零花と離れ離れになるなど、軟禁状態に置かれてしまう。
その後、村の奥にある立ち入り禁止の神社で、トランス状態に陥った「オガミメ」修行中の歌仙を発見する。自身も直前に幻覚を見たことから、お香に含まれた薬物の吸引と判断。そのような状態に陥った歌仙を見て、妻を追い込む義父鳥栖郷一郎や、自身を追って村に入り込み、自身の運命を変えてきた半グレに対し、倫理観を超える猛烈な敵愾心を抱く。
教祖一家が住む屋敷の構造を丹念に調べ上げ、屋敷内の梁に潜入。娘の歌仙と性的関係を持とうとする義父郷一郎が行為を始めようとする直前、スリングショットによって金属球を郷一郎のこめかみに打ち込んだことで、その敵愾心があらわとなった。
窪による村人殺害を阻止するため、知力を振り絞って「高濃度アルコール」の分離や、村にあった「トラバサミ」に改造を施し、窪と対峙しながら窪を殺害寸前まで追い込むが、最終的に窪の逃走を許してしまう。
窪が松田月夜見から奪った日本刀の投擲が胸部に命中し、瀕死の重傷を負うも生還を果たす。生還後は逮捕されるまで家族と共に過ごすことを決断する。
大量殺戮事件から7年間、逃亡した窪の影に怯えながらも、窪がいない平穏な日常を過ごす。新たに長男を授かっている。
訪問した家で死体が見つかり、警察に任意同行を求められた際は過去の罪を思い出し観念するが、別の事件だったことに安堵している。
若い夫婦に嵌められたことを知り、志野とみられる人物に自宅に放火されるなど、またもや不可解な事件に巻き込まれている。不可解な事件が「窪と志野から挑戦」だと受け取ると、再び小沢謙信と組んでいる。謎の手紙を受け取った後は、保護してもらっている警察の同行を撒くなど、窪との接点を探るため単独行動に出る。
その後、漁船を盗み、海上で窪が乗るクルーザーに乗り込み窪と再会。窪から数々の謎解きを受け、謎解きが解決できれば、無差別テロを阻止でき窪の居場所が判明、分からなければ無差別テロが発生すると脅迫される。2日後、浜辺で窪から解放された哲雄は、再び推理小説執筆のネタ集めで得た知識を駆使して、刑事の戸島と共に謎解きに挑戦している。
しかしながら、それらは志野をおびき寄せる「自作自演」であったことがのちに判明する。小沢と組んだ哲雄は、インターネット監視で窪を見つけ、タンカーで帰国した直後の窪を急襲し殺害することに成功している。
窪を殺害する際、命の重みについて語ったのち「お前は生きてちゃダメなんだっ！」と叫び、家族を守るために“殺人者”となった苦悩を窪に吐露している。
窪を殺害後、家族の安全を確実なものにするためには、志野の殺害が必要だと考えており、志野をおびき出すために、窪が生きているように見せかける数々のテロを計画する。その際、小沢の協力を得てテロ工作と志野の殺害に利用するため、窪への報復を実行したい皆川ヲハと東明砂を「君たちの協力で窪をおびき出すから」として言葉巧みに取り込んでいる。
山中にあるキャンプ場に志野をおびき出すことに成功。志野の殺害を企むが、紆余曲折の結果、志野から銃撃を受けて山の斜面から転落。その際、過去を振り返りながら零花のことを案じる。
一時失神したが、山中を降りてきた志野に発見され、一人志野と戦う。明砂が参戦したため形勢が逆転、明砂から受け取った鉈で志野にとどめを刺そうとする直前、零花によって止められた。
娘と思い出話のあと、安堵した表情で零花に手錠をかけられる。3年後、初公判で起訴事実を全て認めた。
鳥栖 歌仙（とす かせん）
専業主婦。41歳（第三部→48歳）。眼鏡をかけた平凡な専業主婦だが、演技力に優れ、多少の物事に動じない度胸がある。哲雄との結婚後は実家と絶縁状態にある。
哲雄が麻取延人を殺害した直後、殺害現場となった零花の部屋を訪れてしまい、事件の第一発見者となる。死体を見つけても動揺したりせず、哲雄に死体の隠蔽を提案する。その後は、自宅に侵入した半グレ組織に縛り上げられても気丈に応対したり、自宅に来た恭一に“下剤入りのコーヒー”を飲ませるなどの立ち振る舞いを見せた。
哲雄の発案に従い、恭一の自宅に侵入し証拠品を置くなど、恭一を延人殺しの犯人に仕立て上げることに加担している。
幼少時から神道系カルト教団が運営する、四方を山で閉ざされた村で自給自足の集団生活を送っていた。のちに村を脱走し哲雄と出会う。日本の貨幣社会や教育制度を全く知らず、哲雄によって一般社会に順応してきたことが明らかとなる。
歌仙の母親は、カルト教団の「オガミメ」として祭祀を行う立場の老女であり、ガンに罹患していることから後継ぎとしての「オガミメ」を歌仙に、そして零花に継ぐように強く望んでいる。歌仙は零花に「オガミメ」を継がせないよう村に戻り話し合いを行う。
しかしながら、零花の将来を守るため、脱走と権力譲渡を想定しながら最高権力者となりうる「オガミメ」を表面的に受け入れた。哲雄と距離を置き、“毒抜き”とするカルト教団の修行に励むようになる。なお、その修行の実態は、お香に含ませた薬物吸引による人格改造だった。
薬物によるトランス状態に陥っても、カルト教団から哲雄と零花を守りたいという意識は持ち続けており「性行為をさせれば哲雄・零花に関わらない」という父、鳥栖郷一郎を予め準備したナイフで刺す覚悟で父に体を許そうとする直前、哲雄の郷一郎襲撃によって助け出された。
その後は、哲雄と共に村から脱走するが、足を怪我し思うように動けなくなった哲雄をかばうためいったん村に戻り、胡蝶の夫、与丞にわざと捕まる形で胡蝶と対峙する。胡蝶から村からの永久追放を告げられ身軽となる。
哲雄といったん別れ、村からの脱出を始める。のちに零花と合流し、瀕死の状態で搬送されている哲雄を救急車内で励ましている。
大量殺戮事件の翌年、奇跡的に妊娠し高齢出産ながら帝王切開で男児を出産しており、子育てに励んでいる。
哲雄の逮捕後、事件への関与は証拠不十分のため不起訴となった。その後は、哲雄への想いを持ちつつ明を育てた。
鳥栖 零花（とす れいか)
哲雄・歌仙夫妻の長女。18歳（第三部→25歳）。大学進学を機に一人暮らしを始めており、初めての彼氏となった延人からDVを受けていた。反抗期のため父親の哲雄に冷たく当たるが、哲雄の誕生日には、毎年凝ったプレゼントを贈っている。
自身の知らぬ間に鳥栖家の5億円以上におよぶ遺産相続人に指名されており、それがきっかけで半グレ組織に付け狙われることになる。当初は両親が危険を犯し組織と渡り合っていることに全く気付いていなかったが、徐々に闇の組織の存在に気づき始める。
自分に好意を持ってくれていた金井が死亡したことを知ると、生来の正義感から危険を冒すようになり、石井信の連れ出しに応じるなど、両親に心配を与えてしまっている。
歌仙の実家がある村に哲雄と共に到着し、一旦歌仙と面会するも、のちに引き離された歌仙を探すために村内で単独行動に出る。その後、初めて会う祖父の鳥栖郷一郎に捕まり強姦寸前の脅しに遭った結果、やむなく「オガミメ」の後継を受け入れ修行を始めてしまう。なお、受け入れは「オガミメ」の後継を産ませるため、歌仙に“種付け”を企んだ郷一郎から母親を守るためであった。
松田月夜見らの指導による修行を表面的に受け入れたものの、内心はカルト教団に対する敵対心を育み続けており、脱走したのち警察の手を借りながら父母を助けるプランを持つ。
次世代の「オガミメ」歌仙の就任を祝う儀式のドサクサに紛れ、付き人の梨田愁子を身代わりとして、教団から脱走を図った。
脱走を図りながら警察に通報できたことにより警察が村に赴き、哲雄が保護されるきっかけを作った。
大量殺戮事件後、入院中の哲雄に警察官になる夢を打ち明ける。大学卒業後は警察に採用され、7年後の現時点では刑事として勤務している。
首を吊った死体が発見された空き家で同僚の刑事「戸島」と共に捜査に参加する。しかし哲雄の指紋が発見されると哲雄の身内であることから捜査担当を外された。死体が元間野会のメンバーだったことを知り、一連の事件の犯人が「窪と志野」の可能性があると暴力団対策課から示唆されると、警察官を目指した理由であった「窪と志野の逮捕」に向けて単独行動を始める。
単独行動を始めて情報収集を行った結果、恭一から父の哲雄が「延人殺し」の犯人であることを知らされ、過去の自身の反省と共に、父による窪への復讐を止めるための精神的葛藤に苛まれている。
姿を消した父を追うため恭一と再び組んでいる。哲雄から指示されたアパートに恭一と共に向かい大型冷凍庫を発見。中身をみて驚愕する。
父を追い、恭一と共にキャンプ場に向かう。父を発見した零花はいつも父に守られていたことに気づかなかったことを謝り、手錠を父の腕にかけている。
事件後、警察を退職。犯罪者に向き合いたいと願い、司法試験の勉強に取り組んでいる。
鳥栖 明（とす あきら）
哲雄・歌仙夫妻の長男。保育園に通う5歳児。幼いながらも哲雄の身を案じ、母歌仙から「父を愛するか愛さないかは貴方次第」と諭される。物語終盤では「苗場」姓となってサラリーマンになっている。

### 半グレ組織と暴力団「間野会」
間島 恭一（まじま きょういち）
半グレ組織に所属する20歳の青年（第三部→27歳）。盗聴やピッキングなど犯罪知識を豊富に有し、状況判断と行動力にも優れるため、若年ながら実働部隊のリーダーとして組織内で重要な位置にいる。延人失踪後にいち早く哲雄を疑い、拉致して尋問するなどの実力行使に出るが、独断行動と組織に判断され、指揮権を剥奪された。立場が危うくなったところで、哲雄からの提案で彼と一時的な協力関係を築き、（すでに死んでいる）延人捜索を共同で進めることになった。窪を尊敬しているが、盲信することはなく自分の判断を信じて行動するなど決断力も持っている。
実家は創業50年の大衆食堂を経営していたが、12年前に父親がヤクザと揉め自殺したことで廃業。この体験から「世の中は力こそ正義」「力がなければ正義を貫くことさえ出来ない」と考えるようになり、自身の行動規範になっている。母親とは離れて暮らすが、身の回りの面倒を見ており、組織で稼いだ金で母と一緒に食堂を再開する夢を持つ。
哲雄の策略によって延人殺しの犯人に仕立て上げられたため、組織に捕縛され殺害されそうになるが、隙をみて逃走に成功する。組織に追われる身になったが、その後は中学時代からの友人である金井に匿われていた。哲雄を通じ、金井が組織に殺害されたことを知ると、“石井信”の殺害要求を哲雄に対し行っている。ほどなく組織を壊滅させるために警察に自首し、組織の情報を供述する。
警察からの釈放後、自ら資金を蓄え母親と共に念願であった大衆食堂「まじま食堂」を復活させている。のちに恭一による延人殺害を疑った零花の訪問を受け、隠しきれず延人殺害の真相を零花に伝えている。
その後は零花の要望もあり、哲雄を見つけるために零花と共に行動。哲雄発見に協力している。
志野（しの） / 小堀 太成（こぼり たいせい）
半グレ組織のトップ。暴力団「間野会」に所属し、スカウトした窪をリーダーに据え半グレ組織を作り上げた男。詐欺師の才能を見抜き、麻取義辰を組織に引き抜いた。警視庁組織犯罪対策部の一人を買収しており、警察内部の情報を得ている。
鳥栖家の財産を奪う目的で「和服の鳥栖」にあらかじめ女性部下を新入社員として送り込んでいる。窪からの依頼で鳥栖哲雄殺害のための武器を手配する傍ら、部下たちに呉服店や鳥栖胡蝶の自宅に侵入を指示し、信者の預金通帳や鳥栖家による脱税などの犯罪的証拠を手に入れている。
小堀太成は本名。子供のころに父親に虐待を受けたことから「正しい人間のフリ」を演じることに気付いた経験を持ち、小学生のころから義理人情を駆使し「人たらし」の術を身に付ける。父親は工場の現場で事故死したうえに、父の弟である叔父に借金をしていた。
叔父は暴力団「間野会」の構成員で、小堀の母親に売春を強要し借金を返済させていた。しかし、母親が取った客の暴力で売春が出来なくなり、借金を返す見込みがなくなったことを機に高校卒業後「間野会」に入門、「志野」と名乗るようになる。のちに叔父が母親に加虐嗜好の客をあてがったことを知ったため「悪の主人公」になりきることを決意、自身の行動規範としている。
そのため違法薬物の取引に反対した間野組長や、叔父を快く思わず、暴力団「間野会」を潰す野望を持つ。そのために「人たらし」で得た人脈からの情報を頼りに、自身の夢を実現させるためイラクに出向き、傭兵として働いていた窪をスカウトしている。その後、窪を説得し日本に連れ帰っている。
大量殺戮事件後、逮捕されることなく窪と共にイラクに逃亡した。のちに非通知通話で哲雄と連絡を取り、かつての部下が空き家で殺されたことに対する協力を依頼する。しかし哲雄に断られたため、あらかじめ哲雄の自宅に仕掛けていた発火装置を起動させ哲雄の自宅を全焼させている。
イラクに同行した部下（菊地）がホームシック起因で自殺するなど、二人の部下の心のケアが出来ていないことに気付く。その後、別の部下（高梨）の意見を受け入れ帰国を決断する。帰国直後に「主従関係を終わりにしたい」と窪に告げられ、窪と別れる。窪を引き留めることができなかったが、のちに警察の内通者から「窪が計画したテロを哲雄が防げるかどうか勝負している」との情報を得て、窪が生きていることを確信している。
窪との関係修復を願っており、哲雄らが仕組んだ暗号を解読し窪が居ると思われる山間部に移動中、車両爆破に巻き込まれ、山中に転落しながらも生き永らえる。その後、爆破操作を行ったヲハと明砂に見つかり、殺害されそうになるが言葉巧みにヲハと明砂を取り込む。やがてヲハと明砂を利用し、哲雄と対決する。
その際、無能の烙印を押されていた麻取延人を零花の元にハニートラップとして送り込んだこと、延人の父親が延人を後押ししてきたこと、父親であり稼ぎ頭であった麻取義辰のモチベーションを下げたく無かったことを理由にゴーサインを出した結果、鳥栖家側の崩壊につながったことについて哲雄に詫びを入れている。
哲雄と銃撃戦になり、被弾し、体のしびれで毒を盛られたことを自覚するが、わざと倒れて哲雄をおびき出し、近づいた哲雄に発砲して哲雄の肩に重傷を負わせている。
哲雄を銃殺寸前まで追い詰めたが、明砂の参戦で形勢が逆転。哲雄に鉈で頭部を切りつけられるが、零花の制止で死は免れた。
窪（くぼ） / 佐武 辰巳（さたけ たつみ）
半グレ組織のリーダー。暴力団「間野会」に出入りするフリーの殺し屋で、本職のヤクザのような雰囲気を持つ強面の中年男。恭一ら若手構成員を指揮統率する立場であると共に、相手を組み伏せる柔術や、銃器類の扱いに長けていることから、躊躇なく殺しを行う。志野によれば中東での傭兵経験があるという。なお、本名「佐武辰巳」はのちに殺戮事件を特集した雑誌で明らかにされた。
組織の稼ぎ頭である麻取義辰には頭が上がらず、“コネ”で組織に加入してきた麻取延人を特別扱いしている。酒癖が悪く、自分の言うことを聞かない延人を扱い辛く思っているが、もともと徹底した合理的思考の持ち主であり、組織にとって利益にならないと判断すれば仲間であっても迷わず切り捨てる。延人殺しの疑いが深まった古株の恭一に対してもあっさり見切りをつけ、組織の若手構成員に恭一の殺害を命じる冷酷さを持つ。
恭一が警察に自首したことを起因に、間野会へのメンツが潰れることを恐れた志野の指示を受け、組織崩壊の立役者となった「鳥栖哲雄殺害」の結論が出る。哲雄を追って、歌仙の育った村に入るが鳥栖洋二に追い出される。状況を聞いた志野の決断と手配で、ライフルなどの武器が準備されることになり本格的に哲雄の殺害に向け動き出すことになった。
部下らと共に再び村に侵入し、哲雄を匿う教祖ら鳥栖家と拳銃を向け合いながら対峙するが、事前調査不足と鳥栖次郎の肝の据わった対応から全面戦争回避を決断する。代わりに、鳥栖郷一郎拉致の秘策を思い立つ。
二人の部下がこの秘策を実行し、床下から屋敷に侵入し拉致を行おうとしたが、哲雄による郷一郎殺害の直後であったため、殺害現場に居合わせることになってしまう。殺害現場の異音に気付いた洋二ら鳥栖家の武闘集団によって二人は射殺され、拉致は失敗に終わっている。
失敗後、残った部下らと共に村の山中に逃げ込む。洋二ら教団関係者の山狩りに遭い、結果的に全ての部下を失ったことで、部下の保護を気にすることはなくなり身軽となる。傭兵経験を活かした驚異的な身体能力と教団関係者から奪った銃や斧を使い、村の教団関係者ら160名以上を殺傷する。窪の自殺教唆に応じた者の数を加え、かつとどめを刺した人数を加えれば、180名以上の死者発生に関与した。
ほぼ育児放棄された母子家庭で育ち、暴力的な生活だった高校の時に夜の仕事をする母親の再婚相手に暴行を受け、反撃したことで家を追い出され野宿同様の生活となる。後にその再婚相手と母親を心中に見せかけて殺害した疑惑を持たれている。
哲雄と対峙し、哲雄が仕掛けたトラップをかいくぐり、かつて願っていた殺しができる状況を作ってくれた哲雄に感謝するとともに今までの経緯も含めて説明を求めた。その後、哲雄の最後の抵抗で深手を負うも山の中に逃亡。大規模な山狩りと捜索が行われたが、その後の足取りは掴めていない。志野がヘリコプターをチャーターし、窪の救出に向かっていたことがのちに明らかとなる。
全国に指名手配され、その顔立ちは日本中に知れ渡ることになった。大量殺戮事件直後は大いに報道されたが、石油タンカーで海外に脱出した情報が出た後は、報道も収束気味になっている。
7年後、再び哲雄の前に現れ、数々の謎解きを哲雄に告げる。解決できれば窪の居場所が判明し、解決できなければ無差別テロが発生すると哲雄を脅迫する。しかしながらこれは哲雄の仕組んだ芝居話で、警察を翻弄するものであった。
志野からの説得を受けて帰国。志野との主従関係を断った直後、哲雄と小沢に襲われ殺害される。その死体は哲雄によって大型冷凍庫に保存され、のちに恭一と零花によってその死体が確認された。
麻取 延人（まとり のぶと） / 山内 延人（やまうち のぶと）
零花の彼氏で20歳。少年院出所後に父親から誘われ、“コネ”で半グレ組織に加入した。歌仙の実家の財産を狙う組織の指示で零花に近づき、付き合いを始める。
粗暴で感情の起伏が激しく、一度怒ると手が付けられないほど暴れる自己中心的な性格で、以前にも酔った勢いで2人の女性を衝動的に殴り殺して組織にもみ消してもらったことがある。そのため、窪を始めとする組織から内心疎まれ、失踪後も本気で心配する者はいなかった。さらなる娘への暴力を恐れた哲雄によって撲殺され、推理小説の執筆で培った知識を元にその死体は骨を除き跡形なく処理された。
その素行の悪さは繁華街でも有名で、入り浸っていたキャバクラなどの情報が警察によって収集されるなど、組織における存在理由はコネだけであり能力も低かった。
麻取 義辰（まとり よしたつ） / 山内 義辰（やまうち よしたつ）
延人の父親で47歳。凄腕の電話詐欺師であり、電話口で何人もの人間を演じ分け言葉巧みに相手を騙し、半グレ組織の収入の多くを一人で稼ぎ出す様は窪からも一目置かれ畏れられている。立場を利用し、金に糸目をつけず行方不明になった息子・延人の捜索を窪に命じる。
幼いころより親の敷いたレールを歩み、ひたすら勉強し続け一流企業に就職し家庭も持ったが、勉強以外を知らない歪な育ち方をしたせいで他者との接し方がわからず、自分の家族にさえうまく愛情を表すことが出来なかった。やがて息子・延人が非行に走るなど家庭環境が悪化し、妻とも離婚。仕事も退職し抜け殻のように生きていたところを志野に見出され、組織に加入した。それまでの反動から延人を溺愛しており、自ら組織に招き入れた。
逃走した恭一から電話を受け、延人が殺されたことを内心意識しつつも、零花のマンションに赴く。部屋に居合わせた哲雄の自白によりそれが確信に変わり、哲雄を殺そうとし取っ組み合いとなるが敵わず、哲雄に呪詛の言葉を遺しつつ包丁で腹を突き刺し自殺した。
死体は哲雄によって山の中に埋められた。しかし、土砂崩れにより死体が上がった結果、警察の鑑識によって身元が割れ、本名が「山内義辰」と明らかにされた。
貸倉庫に多額の現金を隠していたが、本人の死後、鍵を入手した哲雄によって回収された。
竹田（たけだ）
半グレ組織のメンバー。組織の最古参の一人であり、失脚した恭一に代わり延人捜索の現場指揮を任された。年の離れた恭一とは事あるごとに対立し反目しあっているが、内心では恭一のことを認めている。
恭一を逃がしたことで窪から制裁を受け、その後金井殺害の件で逮捕状の取られた部下3人の口封じを命じられる。彼らへの仲間意識から逡巡しながらも手を下したが、山中で仲間の死体を埋める際、突如現れた窪によって頭を撃ち抜かれ、殺害された。
石井 信（いしい しん） / 小泉（こいずみ）
半グレ組織の見習いメンバー。芸能人を目指していたが、竹田の招へいによって組織に加入する。少女マンガに出てくるようなイケメンであるが、初対面の哲雄に対しタメ口を利くなど生意気な性格。
石井は偽名であり、本名は小泉。本物の石井信が組織に売った学生証の写真を差し替えるなど偽装し、大学生に成りすましている。竹田から延人の後釜として大学生の零花に近づくよう命じられる。
死亡した金井を引き合いに出し、通夜参列のためと零花を騙し連れ出すことに成功するが、その動きを察知した洋二らに連れ去られる。哲雄と小沢は彼らに殺されたと推測していたが、実は重傷を負ったもののカルト教団に匿われて生存していた。その後、カルト村に押し入った窪たち半グレの前に洗脳された状態で現れる。
菊地（きくち）
間野会の構成員で、志野の部下。イラク逃亡の際、志野に同行している。20年以上の付き合いで、志野に忠誠を誓っている。高梨と共に現地語に馴染めないため、志野が菊地らに現地妻を見つける計画を立てる。現地妻にすべく拉致された女性人質をテロリストから奪還する計画が失敗した際、テロリストからの銃弾を受けて負傷、現地の病院に入院する。入院中にホームシックが原因で短銃自殺し、志野らにショックを与えている。
高梨（たかなし）
間野会の構成員で、志野の部下。イラク逃亡の際、先述の菊地と共に志野に同行している。菊地の短銃自殺を目の当たりにし、志野に帰国を願い出ている。帰国後は志野に同行、車両爆破に巻き込まれながら生還するが、車の転落現場で遭遇した東明砂に鉈で頭部を割られ殺害される。

### 警察関係者
安元 浩司（やすもと こうじ）
警視庁組織犯罪対策部の警部補。かつて哲雄の父親の部下だった男。哲雄の両親の葬儀を取り仕切ったことから旧知の間柄。市民の敵である犯罪者には人権はないとし、窪たちの組織を壊滅させる野望を持つ。そのためには手段を選ばず、監察にバレれば一発で懲戒免職になるような違法捜査さえ平然と行う。
大雨の影響で麻取を埋めた山が崩れ、状況を見に来た哲雄と偶然現場で居合わせ、土砂崩れとは関係のない死体が見つかったことを伝える。その後すぐに哲雄に疑いを持ちマークするようになり、これ以降哲雄は一層犯罪者としての葛藤に苛まれることになった。
のちに自首した恭一を取り調べ、金井殺害の容疑者3人の逮捕状を取るなど、組織の壊滅に向け動き始める。
石井信から取り上げたスマホを事件解決の手がかりと考え、警察に持ち込んだ零花を威圧的に取り調べたことにより、徐々に哲雄と半グレの関係を疑うようになる。やがて、哲雄と恭一の接点を見つけ出す。
部下・薬師寺の裏切りと幇助もあり、取り調べの最中にカッターナイフを隠し持った半グレメンバーによって頸部を切られ殺害された。
薬師寺 太一（やくしじ たいち）
安元の部下。犯罪者の人権を無視する言動や、違法捜査も厭わない安元の姿勢を日頃から憂いている。山内義辰の背後を調べるため、キャバクラ嬢「響」のいたキャバクラのガサ入れに安元と共に立ち会い、違法捜査を目の当たりにする。
のちに志野に買収されていたことが判明。薬師寺のリークによって、恭一の取り調べ内容や動向など、警察内部の情報が半グレ組織に渡っている。
安元殺害に関連し、警察内部での取り調べの結果、預金通帳の不自然な入金の発覚や、志野からの買収を認めたことにより逮捕。懲戒免職となった。
戸島 栄（としま さかえ）
零花の同僚、捜査一課の先輩刑事。職階は警部補。第三部から登場。零花の犯人取り調べ能力の無さをセクハラ含みで茶化している。哲雄の取り調べにも参加しており、不可解な一連の事件が、志野と窪が関与していることを哲雄に伝える。哲雄の自宅が放火され全焼した後は、鳥栖一家の警護にもあたっている。
窪からの謎解きを哲雄と共に解いているが、次第に哲雄の自作自演ではないかと考えを改めつつあり哲雄の逮捕も視野に入れ始める。自身の位置情報を示すスマホアプリを零花に送り、哲雄と消息を絶った。
哲雄と小沢にキャンプ場の倉庫で拘束されていたが、重傷を負った小沢に頼まれて警察に通報し、小沢とヲハの手当をした。
渡辺（わたなべ）
所属課は不明ながら、戸島の上司とみられる先輩刑事。職位は係長。哲雄を全面的に信用する戸島に対し「警察の保護下から無断で抜け出した哲雄を信用するな」と諭したり、窪からの謎解きを解いていく哲雄を「自作自演」と訝るなど、戸島と哲雄の関係を苦々しく思っている。
反面、窪による無差別テロを前もって防ぐには哲雄の頭脳が必要とも実感しており、戸島と哲雄のコンビを疎ましく感じながらも認めている。
榎木（えのき）
暴力団対策課の刑事。捜査一課の零花に「首吊り死体発見事件は志野と窪により起きた可能性が高い」ことを伝える。

### 小沢謙信とその関係者
小沢 謙信（おざわ けんしん）
零花のバイト先の小柄な男子高校生。ネット上の推理小説を読むのが趣味で、HNは「田字草（でんじそう）」。一連の体験をベースに小説を投稿した哲雄に対し「これは実際に体験したことではないか？」と関心を寄せる。哲雄と対面を果たし真実を聞き出そうとしたが、否定された。その後も零花に近づくために同じバイト先で働き始めたり、零花のマンションに侵入し哲雄が殺人犯である証拠を見つけるなどの行動により、哲雄から警戒される。
反社会的勢力から足を洗いフリーライターになった父親を窪に殺された過去があり、半グレ組織に対する敵対意識を哲雄に伝える。本物の石井信を突き止めたり、偽の石井信に拉致された零花の捜索に協力するなど、哲雄の右腕となる。
後述の甲斐から組織が歌仙の生まれ育った村に向かったとの情報を得て村に侵入し、哲雄と零花の連絡役になる。しかし隙を突かれ、志楽久杉山に身柄を拘束され村外退去を命じられる。零花の取り計らいもあり解放されるが、組織に復讐するため自作の車両破壊爆弾を村の入り口にしかける。だが窪に工作を見抜かれ、狙撃され瀕死の重傷を負う。甲斐の懸命な手当てで生き延び、軟禁状態の哲雄の解放を模索する。後にスマホ動画を通じ、甲斐の死を見てショックを受ける。重傷のため山林の中で横になった状態で哲雄と再会。半グレへの復讐を誓う。
カルト教団の関係者に発見され保護されると、教団関係者に「半グレ組織が教祖を狙っている」と伝え、村と半グレを対決させることに貢献する。
第三部では、腰まで伸びた長髪の青年となっており、定職に就いている様子はない。時折、哲雄と連絡を取り合い、カルト村に出向き若夫婦の素性を調べ上げる。
大量殺戮事件後、哲雄を説得し二人で窪たちの動きをインターネットで監視していた。窪が密入国するタンカーを見極め、帰港地で哲雄と共に窪を殺害。父の仇を討ったことで哲雄と抱き合い歓喜の涙を流している。
哲雄の共犯者として逮捕された。哲雄の裁判前から服役中。
甲斐（かい）
小沢謙信の父親の徒弟だった男。暴力団「間野会」の構成員となり、間野会の情報を謙信に伝えている。謙信と共に窪に殺害された謙信の父親の仇を討とうとしている。
間野会からの応援要員として、村に入った半グレ組織と合流し哲雄探しを行う。しかし、謙信と内通していることから、村内で見つけたターゲット、哲雄の存在を黙認する。
その後、窪により謙信との内通が露呈。直ちに窪に組み敷かれ、首の骨が音を立てるほどの力で扼殺された。

### 村の関係者

#### 鳥栖家の人々
鳥栖 胡蝶（とす こちょう）
歌仙の異母姉。父親から引き継いだ呉服屋「和服の鳥栖」を実質取り仕切っている。零花を鳥栖家の遺産相続人と決めたうちの一人。相続人取り下げの懇願のため、20年ぶりに話し会いに来た歌仙を罵倒し、村に連れ戻す。
郷一郎殺害現場から出てきた歌仙と遭遇しており、歌仙が半グレ組織を屋敷内に招き入れたと思い込み、妹を裏切者として見ている。その後、村を脱走し夫の与丞に捕まった歌仙が「（父が）死んで清々した」との発言や、松田月夜見の進言から、歌仙に「村からの永久追放」を告げる。
のちに窪による大量殺戮事件の被害者となり、死亡した。
鳥栖 洋二（とす ようじ）
歌仙の従兄弟で郷一郎の甥。鳥栖家暗部のカギを握るヤクザで、村の用心棒役も兼ねながら、村に入った哲雄を監視する。かつては零花にとって危険な存在であった石井信を見つけて排除している。
教団の経典や教義は信じておらず、教団による薬物を使った人格改造も醒めた目で見ている。拳銃を隠し持ち、村を訪れた窪に「再び訪れたら殺す」と脅迫するなど、武闘派の一面を見せている。
窪が率いる半グレ組織を山狩りにより追い込むが、返り討ちしてきた窪の卓越した能力と自身の経験と能力の差に戦慄を覚えたのち、窪により息の根を止められた。
鳥栖 郷一郎（とす ごういちろう）
歌仙の父。妻の詐術を背景に神道系カルト教団の教祖として君臨。自らの放つ言葉は力強く、あらゆる人を寄せ集める才能がある。
元々は五代続く呉服屋の当主であり、見合いした聡子という女性との間に胡蝶を儲けたが、天照の霊能者的な能力に心酔し、胡蝶を引き取って聡子と別れ、天照と共に新しい宗教団体を作る。オイルショックなど当時の日本の情勢も相まって、自然への原点回帰を掲げる教団の信者は増え続け、ついに山の奥に文明社会と切り離して信者だけで住む宗教村を作る。
聡子との見合い前は童貞であったが、天照との結婚後は性欲も増していき、村の子供たちの多くは郷一郎の非嫡出子となっているなど、自身の村の独裁者的な側面を持つ。
孫の零花に対しても、強姦まがいに脅した結果、「オガミメ」後継を了承させている。
その性欲は娘の歌仙も対象となり、禁断の行為の直前、哲雄のスリングショットで頭を撃たれ死亡した。
鳥栖 天照（とす てんしょう）
歌仙の母。カルト教団のシンボルである「オガミメ」として、霊に憑依されるなどの詐術を用い祭祀を行っている。ガンに罹患しているが教団の経典に従い、病院で治療を受けておらず、先は長くないとされている。
夫の郷一郎の死を目の当たりにした際、「不届き者に天罰を！」と叫び、信者らに犯人の殺害を命じている。
窪に捕らえられ、教団関係者の前で人質となったが、最期は窪に刺殺された。
鳥栖 次郎（とす じろう）
郷一郎の弟で、鳥栖洋二の父親。鳥栖家および教団が外部との間でトラブルを抱えた場合、暴力で解決するためのヤクザ組織を教団の裏側で率いている。
また、社会と断絶した村の特性を活かして、違法動植物の生産を行い、それを外界との人脈を生かして売りさばいたり、マネーロンダリングを行うなど非合法な商売で教団の資産を爆発的に増やしている。
そのため、教団が拡大した理由は、非合法で得た資金による成果と考えており、教義によって拡大したと考える兄の郷一郎とは密かに教団内部で対立している。かつて何者かの謀略で、次郎一家の食事に毒が盛られ、財産を郷一郎に没収されたことがあり、それ以降は表面的に郷一郎に従っている。
しかし、内心は教団の乗っ取りを画策しており、息子の洋二と共に次世代の「オガミメ」歌仙・零花を手なずけ郷一郎を陥れることを目的としている。
対峙した窪に「誰を相手にしているのか理解できないのか？」「俺はお前らがガキのころからこの世界で生きている」と格と器の違いを見せつける脅しを行う。窪が村の教団関係者らを襲っている最中、小沢が準備していた不発爆弾を窪が転用。窪による爆破操作で犠牲となり死亡した。死の間際、虫の息で洋二と向き合い、兄郷一郎に復讐できなかった無念を涙ながらに伝え、窪を殺害するよう洋二に懇願している。
鳥栖 キエ（とす きえ）
鳥栖次郎の未亡人。第三部ではカルト教団の中心人物となって7年かけて村を再興させている。村ではかつて学校を取り仕切っていた。事件で両親を亡くした後述の教え子である遺児を引き取って育て上げている。村を出たヲハと明砂に殺人容疑がかかっているのを知ると村の平和が乱されるのを案じ、零花に警察に届けず処理したいと懇願したが、再びカルト村に絡め取られるのを警戒した零花に断られている。
鳥栖 与丞（とす よすけ）
胡蝶の配偶者。坊主頭和服姿の風貌で、呉服屋「和服の鳥栖」の副店長。カルト村を支援する有力者の息子で、胡蝶によれば、由緒正しい家柄の出自とされる。
鳥栖家の希望で婿入りする。そのため胡蝶に愛情を示すようなシーンは無く、胡蝶の指示で歌仙を捕まえたり束縛するなど、胡蝶にとって下僕的な存在となっている。

#### その他の村の関係者
志楽久 杉山（しらく すぎやま）→　初出時漢字表記、紫楽来 杉山（しらく すぎやま）
自称占い師。たびたび零花の前に現れ、男難の相があるなどと助言した。本名は松田月夜見（まつだ つくよみ）。
その正体は歌仙が育った村の出身者で、祖父母や両親と共にカルト教団の信者であり、零花を監視するために上京し一人暮らしをしていた。
零花が「オガミメ」の後見を受入れたことで帰村。以降「オガミメ」修行の指導役として零花に関わっている。しかし、脱走する零花を止めようとするが、顔に膝蹴りを喰らい失神。教団の教義が零花に浸透しないジレンマに悩む。
零花を監視していたため、哲雄と歌仙の親密さを知っていた。その親密さは教団の教義と異なり、教義を守るため、胡蝶に対し歌仙の永久追放を進言する。
その後、郷一郎と歌仙が「閨（ねや）」を共にしていたことを知るとショックを受け、教団の教義への疑問、および郷一郎の死因を調べ始め、部屋から金属球を回収。郷一郎の銃創から、死因となった金属球を発見すると半グレの仕業ではないと判断。満身創痍で隠れていた哲雄を探し出し哲雄の計画を喝破する。
天照ゆかりの日本刀を持ち、哲雄と協力して窪と対峙するが、窪に組み敷かれて敗退した。
中津 富子（なかつ とみこ）
回想シーンに登場するカルト教団の古参信者。24年前に夫と死別している。面倒見もよく鳥栖家からも村の信者からも信望が厚い。哲雄と歌仙が結婚する際、その信望を逆手に取り、哲雄発案のシナリオで、歌仙が富子の夫の霊を降霊させ、夫の霊が富子に話しかけるという芝居を打つ。
村の信者を集めた富子は、村の信者と共に「オガミメ（歌仙）は、世界の平和と人類の安寧のために哲雄と結婚することが責務であり、結婚することでさらなる力を得る」という歌仙を通じた夫の霊言を真に受け、村の信者と共に歌仙の両親である教祖夫妻に、歌仙と哲雄の結婚を認めるよう願い出ている。
皆川 ヲハ（みながわ おは）
第三部から登場。カルト教団の村で生まれ育った17歳の少年。10歳の時に大量殺戮事件で両親を失い、現在は外の世界で収入を得るため村から出て都会暮らしをしている。下記の東明砂と若夫婦を演じ、不可解な事件に哲雄を巻き込んでいる。
親を殺されたことを忘れておらず、事件があったことを遠ざけようとする鳥栖キエに疑問を持つ。そのため、村を見張る新聞記者とのつながりを持ち外部の情報を得るなど、次第に教団の教えに疑問を持ったことで東明砂と共に窪にかたき討ちをすることを決断する。その結果、人を殺害することに疑念を持たなくなり、窪をおびき寄せるために東明砂と共に暴力団「間野会」の元構成員を3名、手段を選ばず殺害している。
小沢謙信に身元を見破られ、さらに窪にかたき討ちをすることを小沢にそそのかされたため、哲雄が仕組んだテロ計画に参加。数々の仕掛け作りを行った。
哲雄や小沢から「車に乗った窪を殺せるから」として車両破壊爆弾の操作を行うが、見つけたのは窪ではなく志野だったことに混乱する。哲雄から志野を殺害するよう指示されたが、言葉巧みな志野に取り込まれ翻弄された結果、志野が隠し持った拳銃で腹部を撃たれている。
瀕死の状態となるが、明砂に想いを告げた後、失神。その後警察病院に収容された。
東 明砂（あずま あさ）
第三部から登場。カルト教団の村で生まれ育った17歳の少女。事件で両親を失い、皆川ヲハと共に鳥栖キエによって育てられた。二人とも出来のよい子供で、村人にも知られている。皆川ヲハと共に村を出ている。
幼い頃から皆川ヲハとは家族同様の付き合いをしており、双方の両親から許嫁として認められていた。親を殺されたことは皆川ヲハ以上にトラウマとなっており、「命」を奪うことに疑念を持たなくなっている。その結果、カルト村で飼っていた鶏を惨殺するなどの狂気が育まれている。のちに、ホームレスと高梨を殺害した。
ヲハと一緒に志野を追いつめるが、志野に洗脳され拳銃を渡され、小沢を銃撃する。ヲハを銃撃した志野に報復の銃撃を行うが志野に銃弾を抜かれており、逆に志野から被弾し山中に逃げる。
見つけた瀕死状態のヲハから「生きろ」と告げられたのち、失神したヲハが死亡したと思い込んだことで、志野に復讐を決意。哲雄が志野と対峙している最中に志野の殺害に参戦するが、最後は恭一に拘束され、ヲハと同じ警察病院に収容された。

### その他
響（ひびき）
延人の交際相手の一人でキャバクラ嬢。元は千葉県で働いていたが延人のスカウトで東京で働いている。殺された他の交際相手たちに比べると優しく扱われていたため、延人には好意的な感情を持っており、失踪した延人を本気で心配した数少ない人物。
哲雄に「延人が実は半グレ組織を裏切っていた」という情報を伝え、哲雄が組織の弱みを握るきっかけを与えた。
田端 敏（たばた びん）
哲雄と歌仙の大学時代の演劇サークル仲間。哲雄の発案により歌仙から依頼を受け、延人が生きているように見せる「ニセ映像」作りに参加させられた。
その後は、殺戮事件で重傷を負った哲雄の病院に見舞に出向き、世間の情報を哲雄に伝えるなどし、再登場している。
金井 憲広（かない のりひろ）
恭一の古くからの友人で20歳の青年。組織から逃れてきた恭一を匿い、事件の内容を知らされると「独自の正義感」から哲雄を憎むようになる。その後個人的な関心もあり、哲雄と零花の様子を監視するために上京する。 零花に近づくため同じキックボクシングジムに入門すると零花の力強さに惚れ、恋心を抱くようになる。
零花を半グレ組織から守ることを目的に「殺人事件」をネタに哲雄に脅しをかけ、自分と会うことを要求するが、その動きを察知した組織に睡眠薬を盛られたうえに拉致され、拷問を受ける。組織としては脅すだけのつもりであったが、拷問の途中で偶然恭一との関係が明らかになったため、竹田の独断で殺害される。

## 用語・設定
半グレ組織
暴力団「間野会」に所属する志野が、窪をスカウトして作り上げた犯罪集団。“コネ”で加入することができた「麻取延人」を除き、加入するためには、窪が教官となっている厳しい訓練に合格しなければならない。
オレオレ詐欺や、資産を奪うための殺人など幅広く犯罪を行っている。鳥栖家の財産も狙っている。警察の捜査から逃れるため、組織の解散と別組織の結成を繰り返している。

カルト村 / カルト教団 / オガミメ
群馬県のとある山の中に存在し、圧倒的なカリスマ性を持つ教祖・鳥栖郷一郎と、予言や託宣などを行うことができる巫女「オガミメ」を信仰している神道系カルト教団。オガミメは郷一郎の妻・天照が務めているが、第二部で歌仙にその地位が譲られた。神や死者の言葉を下ろすのが役目だが、すべて嘘であり演技で信者を欺いている。若き日の歌仙はこれが原因で村を一時脱走している。
村自体の登記は全て郷一郎の私有地であり、市販の地図にも掲載されていない。村には電気も水道もなく、文明を遮断して自給自足の生活を送っている。 哲雄は出版社を通じ、村を公にしようとしたができなかった。

和服の鳥栖
歌仙の姉・胡蝶夫妻が経営する呉服店。年商2 - 3億だが、郷一郎の弟・次郎とその息子洋二がヤクザとして金を運用して莫大な利益を挙げている。店で扱う高級手織り布はカルト村で生産されている。カルト村の村人は社員として雇用され、給料が支払われているが、通帳やカードは全て胡蝶の家で管理されている。さらに租税回避地の海外に頻繁に送金しており、総資産は50億を超える。この資金が間野会の志野に目をつけられた。

血判状
哲雄が歌仙と結婚するにあたって洋二からサインを求められた誓約書。内容は、哲雄が鳥栖家の婿養子になること、将来的に歌仙と成人した子は村に戻すことなど。この約束があるため、鳥栖家は歌仙と零花を村に連れ戻そうとしている。

インターネット監視
麻取義辰の隠し財産を元手とし、小沢の発案により10台のパソコンで構築したSNS監視システム。全世界のSNSを予め設定したワード（窪・志野・指名手配・ヤクザ等）や、中東・日本人渡航禁止地域を上位で検索し情報を集める。このシステムにより、海外逃亡した窪と志野がイラクに滞在していることが判明している。また、志野たちを雇ったイラクで警護を仕事とする男の息子“アフィーフ”のアカウントを集中的に監視した結果、帰国の時期が判明。窪の殺害を目的とした小沢と哲雄にとって重要な情報源となった。そのため、哲雄は自然とアラビア語のリスニングに長けるようになった。

## 書誌情報
- 山川直輝（原作） / 朝基まさし（作画） 『マイホームヒーロー』 講談社〈ヤンマガKCスペシャル〉、全26巻

- 1. 2017年9月6日発行（同日発売[9]）、ISBN 978-4-06-510139-1
  2. 2017年12月6日発行（同日発売[10]）、ISBN 978-4-06-510543-6
  3. 2018年3月6日発行（同日発売[11]）、ISBN 978-4-06-511107-9
  4. 2018年6月6日発行（同日発売[12]）、ISBN 978-4-06-511555-8
  5. 2018年9月6日発行（同日発売[13]）、ISBN 978-4-06-512699-8
  6. 2019年1月4日発行（同日発売[14]）、ISBN 978-4-06-514178-6
  7. 2019年4月5日発行（同日発売[15]）、ISBN 978-4-06-515194-5
  8. 2019年7月5日発行（同日発売[16]）、ISBN 978-4-06-516365-8
  9. 2019年11月6日発行（同日発売[17]）、ISBN 978-4-06-517730-3
  10. 2020年2月6日発行（同日発売[18]）、ISBN 978-4-06-518478-3
  11. 2020年6月5日発行（同日発売[19]）、ISBN 978-4-06-519993-0
  12. 2020年9月4日発行（同日発売[20]）、ISBN 978-4-06-520690-4
  13. 2021年2月5日発行（同日発売[21]）、ISBN 978-4-06-522303-1
  14. 2021年5月6日発行（同日発売[22]）、ISBN 978-4-06-523348-1
  15. 2021年8月5日発行（同日発売[23]）、ISBN 978-4-06-524355-8
  16. 2021年11月5日発行（同日発売[24]）、ISBN 978-4-06-525840-8
  17. 2022年2月4日発行（同日発売[25]）、ISBN 978-4-06-526783-7
  18. 2022年10月6日発行（同日発売[26]）、ISBN 978-4-06-529426-0
  19. 2023年1月6日発行（同日発売[27]）、ISBN 978-4-06-530380-1
  20. 2023年4月6日発行（同日発売[28]）、ISBN 978-4-06-531351-0
  21. 2023年6月6日発行（同日発売[29]）、ISBN 978-4-06-532028-0
  22. 2023年9月6日発行（同日発売[30]）、ISBN 978-4-06-533055-5
  23. 2024年2月6日発行（同日発売[31]）、ISBN 978-4-06-534297-8
  24. 2024年4月5日発行（同日発売[32]）、ISBN 978-4-06-535246-5
  25. 2024年7月5日発行（同日発売[33]）、ISBN 978-4-06-536275-4
  26. 2024年10月4日発行（同日発売[34]）、ISBN 978-4-06-537256-2

## テレビアニメ
2023年4月から6月まで、TOKYO MXほかにて放送された。

### スタッフ
- 原作 - 山川直輝、朝基まさし[37]
- 監督 - 亀井隆[37]
- シリーズ構成・脚本 - 喜安浩平[37]
- キャラクターデザイン - 野口征恒[37]
- プロップデザイン - 鷲尾奈津子、原由知、鷲尾直広、永尾真琴、吉田琴音
- 美術デザイン - 阿部行夫[37]
- 色彩設計 - 古谷恵
- 撮影監督 - 内田奈津美[37]
- 編集 - 渡邊潤
- 3DCG - エレメントファクトリー、バイブリーアニメーションCG[37]
- 音響監督 - 伊藤巧[37]
- 音響効果 - 川田清貴[37]
- 音楽 - 川井憲次[37]
- 音楽プロデューサー - 安田玲子
- 音楽制作 - 株式会社オーブ
- プロデューサー - 塩谷佳之、八木仁、黒須信彦、鍋岩晶子、百田英生、丸山創、小澤文啓、前田吉輝
- アニメーションプロデューサー - 宇田川純男、神山翔太郎
- アニメーション制作 - 手塚プロダクション[37]
- 製作 - 「マイホームヒーロー」製作委員会

### キャスト (テレビアニメ)
- 鳥栖哲雄 - 諏訪部順一[37]
- 鳥栖歌仙 - 大原さやか[37]
- 鳥栖零花 - 白田千尋[37]
- 間島恭一 - 伊東健人[37]
- 志野 - 山寺宏一[37]
- 窪 - 大塚明夫[37]
- 麻取延人 - 多田啓太[37]
- 麻取義辰 - 三木眞一郎[37]
- 竹田 - 德石勝大[37]
- 響 - 大久保瑠美[37]
- 田端敏 - 酒巻光宏[37]

### 主題歌
「愛の歌」
藤川千愛によるオープニングテーマ。作詞は藤川、作曲・編曲は藤永龍太郎（Elements Garden）。
「Decided」
Dizzy Sunfistによるエンディングテーマ。作詞はあやぺた、作曲はあやぺた、moAi、編曲はDizzy Sunfist。

### 各話リスト
| 話数   | サブタイトル      | 絵コンテ          | 演出       | 作画監督 | 総作画監督                                          | 初放送日      |
| ------ | ----------------- | ----------------- | ---------- | --- | --------------------------------------------------- | ------------- |
| 第1話  | 今日から殺人鬼    | 亀井隆            | 上間由梨   | Kim Ran-young Han Eun-mi Park Gi-deok                                                                          | 野口征恒 内田裕 日向正樹                            | 2023年 4月2日 |
| 第2話  | 20年目の共同作業  | 亀井隆            | 松井信太郎 | 長谷川早紀 吉村昌輝 申成玟 金奉德 金賢瓊 高柳一 鄭珍英 然智惠 全宗玟 宋賢珠                                    | 野口征恒 諸葛子敬 蓮生霞 大下久馬 日向正樹          | 4月9日        |
| 第3話  | 正解への道        | 亀井隆            | 松井信太郎 | 谷口繁則 Park Ae-ri Im Ji-hyeon Jeong Ji-mun 無錫弘興動画制作有限公司                                          | 野口征恒 内田裕 蓮生霞 舘崎大 小野田貴之            | 4月16日       |
| 第4話  | 暴力の世界        | 亀井隆            | 島村大輔   | 吉村昌輝 Park Gi-deok Yoon Jeong-hae Jeong Eun-hee Jo Hae-jung Mu Bon Park Eun-ah Choi Eun-young Kim Ran-young | 野口征恒 内田裕 諸葛子敬 蓮生霞 舘崎大              | 4月23日       |
| 第5話  | 幸せ？            | 亀井隆            | 又野弘道   | Choi Eun-yeong Han Eun-mi Park Yeong-hi Lee Dong-hun Yoon Seung-hyeon Ham Gyeong-mi 吉村昌輝 内田裕            | 大下久馬 蓮生霞 Song jin hee                        | 4月30日       |
| 第6話  | 歌仙流おもてなし  | 亀井隆            | 前園文夫   | KIM BONG DUK KIM HYUN KYUNG GO YU IL SIN SUNG MIN JUN JONG MIN JUNG JIN YUNG                                   | 内田裕 諸葛子敬 蓮生霞 Ryu Seung-cheol              | 5月7日        |
| 第7話  | 母と母            | 亀井隆            | 上間由梨   | 谷口繁則 無錫弘興動画制作有限公司 ANIHOUSESUN Jeong Ji-mun                                                     | 諸葛子敬 Song Jin-hee 内田裕                        | 5月14日       |
| 第8話  | 蜘蛛の糸          | 亀井隆            | 鈴木卓夫   | Song Hyeon-ju Choi Eun-yeong Park Yeong-hi Kim Seo-jin Noh Jyeong-eun Jang Sang-mi Lee Dong-hun                | 大下久馬 Ryu Seung-cheol                            | 5月21日       |
| 第9話  | 運命の日          | 亀井隆            | 島村大輔   | Kim Hyeong yeong Shin Seong min Kim Bong deok Jung Jin yeong 吉村昌輝 深圳灵参伍文化傅播有限公司               | 大下久馬 蓮生霞 清水勝祐 Kim Bong deok Song Jin hee | 5月28日       |
| 第10話 | 僕がした1つのこと | 亀井隆 松井信太郎 | 松井信太郎 | Jeong Eun-hee Jo Hae-jung Jeong Ji-mun Park Song-hwa Beak Yeon-ju Im Jin-uk Lee Dong-uk Kim Seong-beom         | 蓮生霞 清水勝祐 Song Jin-hee Song Hyeon-ju          | 6月4日        |
| 第11話 | 父親              | 亀井隆            | 鈴木卓夫   | SHIN SUNG-MIN KIM BONG-DUK KO YU-IL JUNG JIN-YOUNG RYU SEUNG-CHEOL SONG JIN-HEE 吉田琴音                       | 蓮生霞 清水勝祐 KIM BONG-DUK 内田裕                 | 6月11日       |
| 第12話 | 今の幸せ          | 亀井隆            | 亀井隆     | 山縣クリカ 谷口繁則 吉村昌輝 Kim Bong-deok Seo Sun-yeong 繆龍根                                                | 野口征恒 蓮生霞 清水勝祐                            | 6月18日       |

### 放送局・ネット配信
| 放送期間               | 放送時間                     | 放送局         | 対象地域 | 備考                                            |
| ---------------------- | ---------------------------- | -------------- | -------- | ----------------------------------------------- |
| 2023年4月2日 - 6月18日 | 日曜 23:30 - 月曜 0:00       | TOKYO MX       | 東京都   |                                                 |
|                        |                              | BS日テレ       | 日本全域 | 製作参加 / BS/BS4K放送 / 『アニメにむちゅ〜』枠 |
| 2023年4月3日 - 6月19日 | 月曜 0:00 - 0:30（日曜深夜） | チャンネルNECO | 日本全域 | CS放送 / リピート放送あり                       |
| 2023年4月5日 - 6月21日 | 水曜 20:00 - 20:30           | AT-X           | 日本全域 | CS放送 / 字幕放送 / リピート放送あり            |

| 配信開始日   | 放送時間                   | 配信サイト |
| ------------ | -------------------------- | --- |
| 2023年4月3日 | 月曜 0:00（日曜深夜） 更新 | U-NEXT dアニメストア DMM TV |
| 2023年4月8日 | 土曜 0:00（金曜深夜） 更新 | Amazon Prime Video WOWOWオンデマンド ABEMA バンダイチャンネル Hulu TELASA J:COMオンデマンドメガパック milplus auスマートパスプレミアム dTV ニコニコ生放送 ニコニコチャンネル |

### BD
| 巻 | 発売日        | 収録話         | 規格品番    |
| -- | ------------- | -------------- | ----------- |
|    | 2023年8月23日 | 第1話 - 第12話 | COXC-1318/9 |

## テレビドラマ
2023年10月25日（24日深夜）から12月20日（19日深夜）まで、毎日放送・TBSの「ドラマイズム」枠にて放送された。主演は佐々木蔵之介。

### キャスト（テレビドラマ）

#### 主要人物
鳥栖哲雄（とす てつお）〈47〉
演 - 佐々木蔵之介（幼少期：吉田奏佑、高校生時：酒井大地）
おもちゃメーカー「HOLIDAY HOBBY」の営業職として働くサラリーマン。推理小説マニアで、推理小説を書くことと読むことが趣味。
自身の47歳の誕生日を祝ってもらうために零花と会うが、彼女の顔に殴られた痣があることに気付き、彼女のマンションに潜入した際にやってきた延人がかつて元カノを殴り殺していたことや零花にも危害を加えようとしていることを知ったため、彼を撲殺する。

間島恭一（まじま きょういち）
演 - 高橋恭平（なにわ男子）（幼少期：湯田幸希）
間野会のリーダー格で、ピッキングや盗聴などの犯罪知識に長けている。
延人の失踪に哲雄と歌仙が関わっていると疑い、2人を拉致して問い詰めるが、哲雄から「延人を探すために手を組まないか？」と提案されたことで2人を解放し、哲雄と手を組んで延人の行方を追おうとする。
だが、実際には延人を殺したのは哲雄だと思っており、証拠を突き付けて自白させてから彼を殺そうとしている。しかし、哲雄と歌仙の策略によって自分が延人とともに組織の金を持ち逃げし、延人を殺した犯人に仕立て上げられる。

鳥栖零花（とす れいか）
演 - 齋藤飛鳥（幼児期：樋口ことみ）
哲雄と歌仙の一人娘で、大学1年生。上京後は一人暮らしをしており、延人と付き合っている。
哲雄の47歳の誕生日を祝うために彼と再会した際に、サングラスとマスクをして変装しており、頬に殴られた痣があることを哲雄に感づかれた。
恭一の残した「あなたのご両親は隠し事をしている」というメモを読んだことで彼と連絡を取り合い、2人きりで会う約束をするが、歌仙が介入したことでドタキャンしている。

鳥栖歌仙（とす かせん）
演 - 木村多江
哲雄の妻で、零花の母。実家は総資産80億の呉服屋「和服の鳥栖」である。

#### 間野会
麻取義辰（まとり よしたつ）
演 - 吉田栄作（特別出演）
間野会の上層部で、延人の父親。
父親に勧められるまま一流企業に就職し、母親が選んだ女性と結婚し、延人を授かる。だが、延人の生活は荒れ、少年院に入れられたことで、妻に見限られて離婚し、一流企業も退職する。その後、窪と出会い、間野会の会長である志野から仕事を引き受ければ延人の面倒を見ると言っていたと言われ、親子で共に第二の人生を歩むために間野会に入る。
延人に対して、異常なまでの執着を持ち、連絡が取れなくなった彼を探し出すよう、窪たちに命じる。
零花の部屋に侵入し、ALSライトで暗い部屋を照らしたことで、延人の血痕を発見して発狂するが、クローゼットに隠れていた哲雄が出てきて、自分が延人を殺したと自供される。そして、延人を殺した哲雄を入れた鳥栖家を皆殺しにしようとするが、哲雄に妨害されたことで、自ら包丁で腹部を刺して自決する。
その後、遺体は哲雄によって奥多摩町御後山山中に埋められるが、台風3号による豪雨の影響で起こった土砂崩れがきっかけで、白骨化した状態で発見される。

窪（くぼ）
演 - 音尾琢真
竹田や間島を束ねる間野会の中心核。武器の扱いや体術にも長けた殺しと犯罪のプロで、一切痕跡を残さない。
アジアンマフィアに襲われた哲雄と恭一を助けるが、哲雄には殺した組員の死体処理動画をでっちあげさせる。

竹田（たけだ）
演 - 淵上泰史
間野会の中堅メンバー。

麻取延人（まとり のぶと）
演 - 内藤秀一郎
義辰の一人息子で、零花の彼氏。気性が荒く、気に入らないことがあると感情を制御できずに暴力を振るうこともある。
過去には中学生のころに逮捕されたことや元カノを殴り殺したことがあり、零花にも手を出そうとしていたことから、そのことを知った哲雄に撲殺され、哲雄と歌仙によってその死体は解体され、死肉も処理される。
1年前に仲間とともに組織の金を持ち逃げしている。

#### 半グレ
ユウタ
演 - 嘉島陸

ダイキ
演 - 友常勇気

カズ
演 - 松尾淳一郎

ジュン
演 - 上村勇太

タクヤ
演 - 早坂柊人

#### その他
響（ひびき）
演 - 水上京香（第4話・第5話・第8話）
1年ほど前から延人と付き合っており、彼のことをよく知るキャバクラ嬢。恭一の紹介で哲雄と出会い、彼に延人の裏アカウントを教える。

田滝佳菜
演 - 十河茉由（第1話）
零花の友人。

間島恵子（まじま けいこ）
演 - 神野三鈴（第6話 - ）
恭一の母。恭一に罪を被せるために懸賞の当選インタビューという名目で自宅を訪れた歌仙に恭一のことを話す。

#### ゲスト

##### 第3話
課長
演 - 谷川昭一朗
HOLIDAY HOBBYでの哲雄の上司。

##### 第4話
永田
演 - 前田瑞貴
響が働くキャバクラの黒服。

ハイ、役名不明
演 - 村井良輔（第5話）、上野凱
竹田の部下のアジアンマフィア。

外国人マフィア
演 - フェルナンデス直行（役名：アン）（第5話）、Ryuei（第5話）
違法薬物の取引を生業とする外国人マフィア。

##### 第5話
田端（たばた）
演 - 原田龍二（第6話）
哲雄と歌仙の学生時代の演劇仲間。歌仙に頼まれ、延人が生きているかのように見える動画のモデルをつとめた。

マスター
演 - 小林リュージュ
延人が行きつけのバー「OKOZE.」のマスター。

##### 第6話
間島
演 - 吉岡睦雄（写真出演、第8話・第9話）
恭一の父。12年前に死去。かつて一家で祖父の代から続く大衆食堂「まじま食堂」を営んでいたが、暴力団が押し掛けたことで精神的に追い詰められ、閉店していた。

##### 第8話
鳥栖功
演 - 粕谷吉洋
哲雄の父。警察官だったが、哲雄が高校1年生の夏に玉突き事故に巻き込まれ、後続車を止めるために発煙筒を握ったが、追突されたことで哲雄の母と共に死去した。
※鳥栖は歌仙側の親苗字なのに哲雄の親の苗字なのはミスなのか、村編がカットされての改編か？

##### 最終話
鳥栖明
演 - 前田蓮斗
哲雄の息子。

妻
演 - 藍澤慶子
義辰の妻。義辰の母親が選んだ相手。延人が少年院に入れられたことで離婚する。

半グレ
演 - 澤井一希
間野会に世話になることになった義辰の部下。取引の額面5,000万円に驚く。

アナウンサー
演 - 杉山真也（TBSアナウンサー）
台風3号による豪雨の影響で奥多摩町御後山で土砂崩れが起きたニュースを伝える。

### スタッフ（テレビドラマ）
- 原作・漫画 - 山川直輝・朝基まさし『マイホームヒーロー』（講談社『週刊ヤングマガジン』連載）[42]
- 脚本 - 櫻井剛[42]、船橋勧[42]
- 監督 - 青山貴洋[42]、棚澤孝義[42]、山本大輔[42]、森裕史[42]
- 音楽 - 堤博明[42]
- 主題歌 - THE ORAL CIGARETTES「YELLOW」（ポニーキャニオン）[61]
- 肌絵師 - 田中光司
- 特殊メイク - 森田誠
- スタントコーディネーター - 吉田浩之、後藤健
- スタントダブル - 田之上生海、清水麟太郎
- スタジオ - 東宝スタジオ
- チーフプロデューサー - 丸山博雄、松本桂子
- プロデューサー - 尹楊会、近藤多問
- 制作プロダクション - TBSスパークル、C&Iエンタテインメント[42]
- 製作 - ドラマ『マイホームヒーロー』製作委員会・毎日放送[42]

### 放送日程
| 各話   | 放送日   | 脚本   | 監督     |
| ------ | -------- | ------ | -------- |
| 第1話  | 10月25日 | 櫻井剛 | 青山貴洋 |
| 第2話  | 10月25日 | 櫻井剛 | 青山貴洋 |
| 第3話  | 11月01日 | 櫻井剛 | 棚澤孝義 |
| 第4話  | 11月08日 | 櫻井剛 | 森裕史   |
| 第5話  | 11月15日 | 櫻井剛 | 棚澤孝義 |
| 第6話  | 11月22日 | 櫻井剛 | 山本大輔 |
| 第7話  | 11月29日 | 船橋勧 | 山本大輔 |
| 第8話  | 12月06日 | 櫻井剛 | 棚澤孝義 |
| 第9話  | 12月13日 | 船橋勧 | 棚澤孝義 |
| 最終話 | 12月20日 | 櫻井剛 | 青山貴洋 |

- 一部地域では初回は2話連続放送（MBS：0時59分 - 1時59分 / TBS：1時28分 - 2時28分）。
- 第7話は前日放送の火曜ドラマ『マイ・セカンド・アオハル』拡大放送（22:00 - 23:12）のため、15分繰り下げられ（MBS：1時14分 - 1時44分 / TBS：1時43分 - 2時13分）に放送された。

### 放送局
| 放送期間                      | 放送時間                     | 放送局             | 対象地域       | 備考                           |
| ----------------------------- | ---------------------------- | ------------------ | -------------- | ------------------------------ |
| 2023年10月25日 - 12月20日     | 水曜 0:59 - 1:29（火曜深夜） | 毎日放送           | 近畿広域圏     | 製作局                         |
|                               | 水曜 1:28 - 1:58（火曜深夜） | TBSテレビ          | 関東広域圏     |                                |
|                               |                              | IBC岩手放送        | 岩手県         |                                |
| 2023年10月26日 - 12月21日     | 木曜 0:55 - 1:25（水曜深夜） | 静岡放送           | 静岡県         |                                |
|                               | 木曜 1:25 - 1:55（水曜深夜） | 中国放送           | 広島県         |                                |
| 2023年10月27日 - 12月22日     | 金曜 0:26 - 0:56（木曜深夜） | 宮崎放送           | 宮崎県         |                                |
|                               | 金曜 1:00 - 1:30（木曜深夜） | あいテレビ         | 愛媛県         |                                |
|                               |                              | テレビ高知         | 高知県         |                                |
|                               | 金曜 1:43 - 2:13（木曜深夜） | テレビユー福島     | 福島県         | 初回は1:43 - 2:43に2話連続放送 |
| 2023年10月29日 - 12月31日     | 日曜 0:58 - 1:28（土曜深夜） | チューリップテレビ | 富山県         |                                |
| 2023年10月31日 - 12月26日     | 火曜 0:59 - 1:29（月曜深夜） | CBCテレビ          | 中京広域圏     |                                |
|                               |                              | 琉球放送           | 沖縄県         |                                |
|                               | 火曜 1:00 - 1:30（月曜深夜） | 東北放送           | 宮城県         | 『寝られなドラマ』枠           |
|                               | 火曜 1:25 - 1:55（月曜深夜） | テレビユー山形     | 山形県         |                                |
|                               | 火曜 1:29 - 1:59（月曜深夜） | 北海道放送         | 北海道         | 初回は0:59 - 1:59に2話連続放送 |
|                               | 火曜 1:30 - 2:00（月曜深夜） | 信越放送           | 長野県         |                                |
| 2023年11月1日 - 12月27日      | 水曜 1:30 - 2:00（火曜深夜） | 新潟放送           | 新潟県         | 初回は1:30 - 2:30に2話連続放送 |
|                               | 水曜 1:25 - 1:55（火曜深夜） | 北陸放送           | 石川県         |                                |
| 2023年11月2日 - 2024年1月10日 | 木曜 1:00 - 1:30（水曜深夜） | 秋田テレビ         | 秋田県         | 『メディアβ』枠                |
| 2023年11月3日 - 12月29日      | 金曜 0:26 - 0:56（木曜深夜） | テレビ山梨         | 山梨県         |                                |
|                               |                              | 青森テレビ         | 青森県         |                                |
| 2023年11月4日 - 12月30日      | 土曜 1:53 - 2:23（金曜深夜） | 大分放送           | 大分県         | 初回と12月23日は2話連続放送    |
| 2023年11月7日 -               | 火曜 0:55 - 1:25（月曜深夜） | 長崎放送           | 長崎県         |                                |
|                               | 火曜 1:55 - 2:25（月曜深夜） | RKB毎日放送        | 福岡県         |                                |
| 2023年11月15日 -              | 水曜 1:00 - 1:30（火曜深夜） | 熊本放送           | 熊本県         |                                |
| 2023年11月21日 -              | 火曜 1:28 - 1:58（月曜深夜） | 山陰放送           | 島根県・鳥取県 |                                |
| 2023年11月22日 -              | 水曜 11:56 - 木曜 0:26       | 南日本放送         | 鹿児島県       |                                |
| 2023年12月5日 -               | 火曜 0:55 - 1:25（月曜深夜） | テレビ山口         | 山口県         |                                |
| 2023年12月7日 -               | 木曜 1:25 - 1:55（水曜深夜） | RSK山陽放送        | 岡山県・香川県 |                                |

### ネット配信
| 配信開始月 | 配信サイト    | 配信料金       | 備考           |
| ---------- | ------------- | -------------- | -------------- |
| 2023年10月 | MBS動画イズム | 広告付き無料   | 見逃し配信     |
| 2023年10月 | TVer          | 広告付き無料   | 見逃し配信     |
| 2023年10月 | Disney+       | 定額制動画配信 | 見放題独占配信 |

| 毎日放送・TBS ドラマイズム | 毎日放送・TBS ドラマイズム | 毎日放送・TBS ドラマイズム |
| 前番組                     | 番組名                     | 次番組                     |
| -------------------------- | -------------------------- | -------------------------- |
| 灰色の乙女                 | マイホームヒーロー         | ＃居酒屋新幹線2            |

## 映画
『映画 マイホームヒーロー』のタイトルで、2024年3月8日に公開された。PG12指定。
ドラマ最終回の物語から7年後を舞台にした完結編となる。

### キャスト（映画）

#### 鳥栖家（映画）
- 鳥栖哲雄（会社員） - 佐々木蔵之介[5]
- 鳥栖零花（捜査一課刑事） - 齋藤飛鳥[5]
- 鳥栖明（長男） - 石塚錬[65]
- 鳥栖歌仙（主婦） - 木村多江[5]

#### 警察（映画）
- 戸島（捜査一課刑事・零花の上司） - 板倉俊之（インパルス）[66]
- 薬師寺（刑事・安元の部下） - 大東駿介[66]
- 榎木（刑事・安元の部下） - 西垣匠[66]
- 安元浩司（組織犯罪対策課係長） - 立川談春[66]
- 捜査一課長 - 髙橋洋

#### 半グレ（映画）
- 間島恭一 - 高橋恭平（なにわ男子）[5]
- ユウタ - 嘉島陸
- ダイキ - 友常勇気
- カズ - 松尾淳一郎
- ジュン - 上村勇太
- タクヤ - 早坂柊人
- 玉城裕規

#### 間野会（映画）
- 竹田（構成員） - 淵上泰史[5]
- 窪（殺し屋） - 音尾琢真[5]
- 志野寛治（会長） - 津田健次郎[66]
- 麻取延人 - 内藤秀一郎
- 麻取義辰 - 吉田栄作（特別出演）

#### その他（映画）
- 大沢隼人（田字草） - 宮世琉弥[66]
- 南田（哲雄の部下） - 金子隼也[66]
- 間島恵子（恭一の母） - 神野三鈴
- 間島（恭一の父） - 吉岡睦雄

### スタッフ（映画）
- 原作・漫画：山川直輝・朝基まさし『マイホームヒーロー』（講談社『週刊ヤングマガジン』連載）[42]
- 監督：青山貴洋[5]
- 脚本：船橋勧
- 音楽：堤博明
- 主題歌：Eve「インソムニア」（TOY'S FACTORY）[66]
- 製作代表：高橋正尚、池邉真佐哉、高橋雅美、高見洋平、川上純平、小林敏之、岡崎剛之、髙橋啓志、池田元信、長嶋潤二、久保田修、荒井ジョースケ
- エグゼクティブプロデューサー：菊野浩樹、丸山博雄
- プロデューサー：松本桂子、水木雄太、尹楊会、村山えりか
- 宣伝プロデューサー：鎌田亮介
- 撮影：榊原直記
- 照明：髙橋謙太
- 録音：矢野正人
- 美術：小林蘭
- 装飾：岩本智弘
- 編集：佐藤和志
- スクリプター：杉本友美
- 衣装：天野泰葉
- ヘアメイク：木戸出香
- CGアートディレクター：中島颯星
- DIプロデューサー：齋藤精二
- DIT・カラーグレーディング：星子駿光
- 音響効果：松浦大樹
- 助監督：森裕史
- 監督補：棚澤孝義
- 制作担当：馬越昭光
- 配給：ワーナー・ブラザース映画[42]
- 制作プロダクション：TBSスパークル、C&Iエンタテインメント
- 製作幹事：TBSテレビ、毎日放送
- 製作：映画「マイホームヒーロー」製作委員会（TBSテレビ、毎日放送、ワーナー・ブラザース映画、講談社、博報堂DYメディアパートナーズ、TCエンタテインメント、CBCテレビ、TBSスパークル、RKB毎日放送、HBC北海道放送、C&Iエンタテインメント、闇）

### 評価（映画）
2024年3月11日に発表された週末興行成績ランキングでは、興収1億1000万円・動員8万1000人を稼ぎ出し初登場第3位にランクインした。